# Münsterlandmorde
Die Münsterlandmorde bzw. Anhalterinnenmorde bezeichnen eine Mordserie im Münsterland und in der Grafschaft Bentheim im Grenzgebiet zwischen Nordrhein-Westfalen und Niedersachsen, der in den Jahren 1971 bis 1974 vier Frauen zum Opfer fielen. Alle Frauen waren um die 20 Jahre alt, klein, zierlich und dunkelhaarig und waren zum Zeitpunkt ihres Verschwindens in ein fremdes Auto eingestiegen. Die Morde erfolgten durch Erwürgen, ohne weitere sichtbare Spuren sexueller Gewalt, die Leichen wurden bewusst entblößt und in unnatürlicher Haltung inszeniert niedergelegt. Allen Frauen wurden Gegenstände gestohlen, die nur in einem Fall weit entfernt und teilweise halbverbrannt wiedergefunden wurden. Der Serienmörder wurde in den Medien als Münsterlandmörder oder Anhalterinnenmörder bezeichnet. Er wurde bis heute nicht gefasst.

## Opfer
Die Opfer kamen aus den unterschiedlichsten sozialen Schichten und kannten einander nicht. Sie wurden vermutlich direkt nach der Entführung erwürgt. Auffindeort war nicht der Tatort.

### Edeltraud van Boxel († 21. November 1971)
Das erste Opfer Edeltraud van Boxel (23) war sehr klein (1,47 m), dunkelhaarig und im 7. Monat schwanger. An dem Abend ihres Verschwindens war sie mit einem hellen Mantel und Kniestrümpfen bekleidet und hatte eine schwarze Handtasche und einen roten Regenschirm bei sich.

#### Tathergang
Trotz ihrer schon weit fortgeschrittenen Schwangerschaft arbeitete sie auf dem Straßenstrich in der Industriestraße in Münster nahe der damaligen WCG-Tankstelle. Sie stieg laut Aussage ihrer Kolleginnen am Sonntag, 21. November 1971 etwa um 20:30 Uhr in einen weißen VW Käfer mit „großer Heckscheibe“ ein. Als Kennzeichen konnten sie sich später noch an ein „F“ und eine „8“ erinnern. Das Auto parkte etwas abseits und fuhr nach 20 Minuten plötzlich mit hoher Geschwindigkeit davon, ohne van Boxel wieder zurückzubringen. Am Entführungsort blieb van Boxels roter Regenschirm zurück. Auf der Bundesstraße 54 zwischen Nienberge und Altenberge wurden Zeugen gegen 21:15 Uhr von einem VW Käfer in sehr hohem Tempo überholt und sahen eine leblose Frau auf dem Beifahrersitz Richtung Fenster kippen.

#### Auffindesituation
Gegen 23:40 Uhr wurde ihr Leichnam von einem heimkehrenden Landwirt bei einem Feldweg in der damaligen Bauerschaft Sellen gefunden. Sie wurde vom Täter teils entkleidet und auf den schwangeren Bauch gelegt. An ihrem Fußgelenk fanden sich Brandabdrücke einer damaligen VW-typischen Heizung, die untermauerten, dass sie von dem beobachteten Entführer in einem nicht-bewussten Zustand dort hinverbracht wurde. Sie wurde erwürgt, aber hatte sonst keine Spuren sexueller Gewalt an sich. Am Mantel war ein Knopf abgerissen, ihre schwarze Handtasche war verschwunden. Beide Gegenstände wurden nie gefunden.

### Barbara Storm († vor dem 17. Mai 1972)
Barbara Storm (20), eine Büglerin aus Schüttorf, galt als lebenslustiges  Mädchen und bewegte sich gerne per Autostopp vorwärts. Sie war 1,68 m groß. Ihre Haare trug sie schwarz mit Pony im „Cleopatra-Stil“. Am Abend ihres Verschwindens trug sie einen grünen Hosenanzug, darüber eine rote Knautschlacklederjacke, eine weinrote Handtasche aus Skai mit einem langen Riemen, gelbe Söckchen und hellbraune Wildlederschuhe.

#### Tathergang
Storm traf nach einer ausgedehnten Disco-Tour, die auch durch die damals beliebte Discothek Tenne in Rheine führte, auf den Täter. Sie hatte ihr Haus in Schüttorf am Samstag, dem 13. Mai 1972, gegen 19:30 Uhr verlassen und fuhr zunächst unbehelligt per Autostopp nach Rheine, wo sie alsbald in der Disco gesehen wurde. Sie verließ das Lokal mit einem Besucher, bei dem sie vermutlich übernachtete, der aber augenscheinlich unverdächtig war, denn am Sonntagabend, dem 14. Mai, wurde sie wieder in der Disco gesehen. Am Montag, dem 15. Mai, kam sie nicht zur Arbeit. Zeugen wollten sie in Schüttorf in Begleitung eines 20- bis 30-jährigen Mannes gesehen haben, der etwa 1,75 bis 1,80 m groß war, schlank und Gesichtsnarben (eventuell Aknenarben) gehabt haben soll, waren sich aber nicht sicher, ob es am Montag, oder doch am Dienstag, dem 16. Mai, gewesen war. Eindeutig nachweisbar war, dass ihre Bank am Montagnachmittag einen Anruf von einer Frau bekam, die behauptete, Barbara Storm zu sein und in Erfahrung zu bringen versuchte, ob ihr Gehalt schon auf ihrem Konto eingegangen sei. Ihr konnte aber nichts mitgeteilt werden, da sie die Kontonummer nicht nennen konnte und die zuständige Sachbearbeiterin schon heimgegangen war. Am Abend des Montags wurde Storm wieder in der Tenne gesehen. Zeugen beschrieben, wie sie in der Disco mit einem jungen Mann ins Gespräch kam, der ca. 1,80 bis 1,90 m groß war und kurze dunkelblonde Haare hatte. Mit ihm verließ sie um ca. 22:30 Uhr die Tenne. Danach verliert sich ihre Spur.

#### Auffindesituation
Am Mittwoch, dem 17. Mai 1972 wurde Storm in einem Feld an einem damals unbefestigten Abzweig der L 579 in einem Wäldchen nahe Schöppingen gefunden, auf dem Rücken liegend, in kreuzförmiger Haltung, ihre Genitalien entblößt. Sie war erwürgt worden, hatte sich augenscheinlich davor aber heftig gewehrt. So wies ihr Kopf Platzwunden und Prellungen auf, eine am Hinterhaupt, eine Vergewaltigung fand nicht statt. Die L 579 verbindet Schöppingen und Gronau, von Rheine aus gab es 1972 aber auch schon eine relativ direkte Straßenverbindung über Neuenkirchen, Wettringen und Metelen nach Schöppingen (heute Teil der Bundesstraße 70). Der genaue Tatort ist unbekannt. Der Fundort war bekannt als Treffpunkt von Liebespaaren; laut Aussage des Finders, eines Forstwirts, hatte die Leiche am Dienstag noch nicht dagelegen, da an dem Tag eine Bocksjagd stattgefunden habe, bei der er anwesend war. Laut der Polizei musste sie mit einem Kfz zum Ort verbracht worden sein. Wie bei van Boxel waren persönliche Gegenstände verschwunden. Ihr linker Schuh, ihre Jacke, ihre Handtasche und ein weißrotes Kosmetiktäschchen wurden nie gefunden.

### Marlies Hemmers († nach dem 6. August 1973)
Marlies Hemmers (18) war eine Schülerin aus Nordhorn. Wie die anderen Opfer war auch sie klein und zierlich und hatte dunkelblonde schulterlange Haare.

#### Tathergang
Marlies Hemmers wollte zusammen mit ihrem Freund Peter, der bis Wien weiterreisen wollte, am Montag, dem 6. August 1973, per Anhalter von Nordhorn zur Kunsthalle nach Düsseldorf fahren. Sie starteten sehr früh am Morgen und waren um 7 Uhr morgens an der „Franzosenschlucht“ bei Bad Bentheim angekommen. Als die beiden feststellten, dass sie wegen ihres Gepäcks einzeln bessere Chancen haben würden, mitgenommen zu werden, trampten sie getrennt weiter. Der Freund wurde als erster mitgenommen, allerdings nur bis zum Ortsausgang von Ochtrup an der B54. Als er dort wieder Autostopp machte, sah er um 7:45 Uhr, wie ein seiner Aussage nach „ausländisches“ dunkelgrünes oder schwarzes Auto mit einem schwarzen Kennzeichen an ihm vorbeifuhr. Auf dem Beifahrersitz saß seine Freundin, die weder auf seine Rufe noch sein Winken reagierte. Er schilderte später der Polizei, dass der Fahrer beschleunigte, als er ihn sah und beschrieb ihn als „älter“. Der Rücksitz soll mit Dingen vollgestopft gewesen sein. Peter trampte zunächst weiter bis nach Düsseldorf. An der Kunsthalle angekommen, wartete er sechs Stunden, dann stellte er Vermisstenanzeige.

#### Auffindesituation
Marlies Hemmers wurde fast ein halbes Jahr später, am 22. Dezember, in einem Waldstück am Merfelder Bruch gefunden, das der Wildpferdebahn gegenüberliegt. Ihre Leiche war vollkommen skelettiert, so dass die Feststellung einer genauen Todesursache oder möglicher sexueller Gewalt nicht mehr möglich war. Als Todeszeitpunkt wurde der Entführungstag angenommen. Anders als bei den anderen Opfern hatte der Täter sich hier augenscheinlich viel Mühe gemacht, die Tote sorgfältig zu verstecken, denn er musste sowohl den Körper als auch das schwere Gepäck weit ins Gelände tragen, da es nicht möglich war, von der L 600, die das Gelände durchquert, mit dem Auto an den Fundort zu gelangen. Etwa 300 m weit von ihr entfernt wurde in einem Graben ihr Gepäck gefunden, bis auf ihre Handtasche mit ihrem Herbergsausweis. Diese waren wie bei den anderen Opfern verschwunden und wurden ebenfalls nie gefunden.

### Erika Kunze († nach dem 29. Oktober 1974)
Erika Kunze (22) war eine Studentin der Universität Münster. Sie war zierlich, mit langen dunklen Haaren und galt als zuverlässig und misstrauisch, so stieg sie nie in Autos mit ortsfremden Kennzeichen ein.

#### Tathergang
Am Dienstag, dem 29. Oktober 1974, plante Kunze am frühen Nachmittag nach einer erfolgreich absolvierten Prüfung per Autostopp nach Hause zu ihrer Mutter fahren. Als sie dort zur verabredeten Zeit nicht ankam, verständigte die Mutter die Polizei. Am Abend desselben Tages hatte ein Autofahrer nahe dem Samerott, einem unwegsamen Waldstück in der Nähe Burgsteinfurts, das die ehemalige germanische Richtstätte Rabenbaum umschließt, ein merkwürdiges Erlebnis. Er erzählte später der Polizei, wie er nach Sonnenuntergang hinter einer dunkelgrauen Limousine mit „Heckflügeln“ (die als Mercedes gedeutet wird) mit Kennzeichen „BF“ herfuhr, deren Fahrer augenscheinlich eine Einfahrt in das Waldstück suchte, um dann in einen Feldweg einzubiegen, der in das Samerott hineinführte, neben ihm eine leblos wirkende Frau auf dem Beifahrersitz.

#### Auffindesituation
Kunze wurde erst nach einer knappen Woche von einem Bauern gefunden. Die Verwesung des Körpers war schon fortgeschritten, so dass der Tathergang nur gemutmaßt werden konnte. Es stand aber außer Frage, dass auch für diesen Mord wieder der Münsterlandmörder verantwortlich war.
Kunze war wie alle vorherigen Opfer erwürgt worden und halb entblößt drapiert. Teile ihrer Habseligkeiten fehlten, wie eine geblümte Tasche mit Büchern aus der Bibliothek. Diese wurden durch Zufall viele Wochen später, zusammen mit einer Herrenjacke, halb verbrannt in der Nähe der Haddorfer Seen gefunden.

## Täter
Der Täter wurde beschrieben als „relativ groß“ (1,80 m–1,90 m), mittel- bis dunkelblond, kurze Haare mit einem „unauffälligen“ Haarschnitt und Mittelscheitel. Das Alter rangierte von Anfang 20 bis „älter“.
Nach dem zweiten Mord wurde von der Kriminalpolizei mittels eines Zeichners ein Phantombild angefertigt. Er hatte Zugang zu unterschiedlichen Autos deutscher und nicht-deutscher Herkunft und kannte sich sehr gut in der Metropolregion Münster und Münsterland mit ihren Hauptstraßen und Nebenwegen aus.

### Profil
Obwohl keine sexuellen Handlungen nachweisbar waren, nimmt die Polizei bis heute an, dass die Taten sexuell motiviert waren und der Täter durch das Töten alleine in Erregungszustand kam, daher werden sie als Sexualmorde eingestuft. Eine nähere Eingrenzung der Herkunft und Person erweist sich als schwer. Durch seine Mobilität und seinen Zugang zu unterschiedlichen Fahrzeugen deutscher und nicht-deutscher Herkunft wurde in Betracht gezogen, dass der Täter vielleicht Handlungsreisender gewesen sein könnte, nach den Berichten von Hemmers’ Freund über den vollgepackten Rücksitz vielleicht für die Textilwirtschaft.

### Tatfahrzeuge und Kennzeichen
Der Täter benutzte bei seinen Taten Autos, von denen drei unterschiedliche von Zeugen gesehen wurden. Zwei der Kraftfahrzeugkennzeichen waren weiß (deutsch), eines schwarz bzw. dunkelgrün (Herkunft ungeklärt), eines dunkel (vmtl. dunkelgrau):
1. Im Fall van Boxel 1971 fuhr er einen hellen VW-Käfer mit „großer Heckscheibe“ und einem deutschen Kennzeichen mit einem „F“ und einer „8“.
2. Das Tatfahrzeug im Falle Barbara Storm 1972 ist unbekannt, die Kriminalpolizei geht aber davon aus, dass sie mit einem Kfz zum Tatort verbracht wurde
3. Im Fall Marlies Hemmers 1973 fuhr er ein dunkles oder dunkelgrünes ausländisches Fahrzeug mit einem schwarzen Autokennzeichen. In der Darstellung von Aktenzeichen XY … ungelöst wurde das Auto als Citroën DS Pallas und das Kennzeichen als französisch interpretiert.
4. Erika Kunze wurde 1974 in einer „grauen Limousine mit Flossenheck“ gesehen (in den Medien als „Mercedes“ wiedergegeben). Das Autokennzeichen war deutsch mit einem „BF“.

## Ermittlungen der Polizei
Aufgrund der über den zwei Bundesländern Nordrhein-Westfalen und Niedersachsen verstreuten Herkunfts-, Entführungs- und Fundorten (drei der vier Frauen stammten aus der Grafschaft Bentheim, Edeltraud van Boxel als einzige aus Münster) teilte sich die Zuständigkeit zwischen den Polizeidienststellen Münster mit der gleichnamigen Staatsanwaltschaft und Nordhorn (heute Lingen) mit der Staatsanwaltschaft Osnabrück auf.

### 1970er Jahre
Für Münster war Kriminalkommissar Wills, für Nordhorn waren Kriminalkommissar Alois Krone und Erster Kriminalhauptkommissar Johann Goldenstein zuständig.
Nach dem ersten Mordfall an Edeltraud van Boxel 1971 wurde anhand der Beschreibungen der Prostituierten ein Fahndungsaufruf veröffentlicht, der aber keinen Erfolg brachte. In dieser Zeit gab es in der näheren Umgebung nur zwei Landkreise, die ein „F“ in ihrem Kennzeichen nutzten, Burgsteinfurt mit BF und Kreis Warendorf mit WAF. Die Polizei überprüfte in einer großangelegten Aktion alle in Frage kommenden VW mit einem entsprechenden Kennzeichen, ohne Erfolg.
Nach dem Mord an Barbara Storm 1972 wurde anhand der zusätzlichen Beschreibungen der Zeugen ein Phantombild erstellt und eine Belohnung von 5000 DM ausgelobt. Fahndungsplakate wurden aufgehängt, wieder ohne Erfolg.
Bei der Überprüfung möglicher verdächtiger Mercedes ergab sich eine Verdächtigenliste mit 308 Fahrzeugen, deren Besitzer aber anders als bei den vorherigen VW nie persönlich aufgesucht, sondern nur angeschrieben und bis heute nicht überprüft wurden.

### 1990er Jahre
In den 1990ern wurde unter dem Fingernagel von Barbara Storm DNS gefunden, die aber bis heute keinem bekannten Täter zugeordnet werden konnte.

### Wiederaufnahme desCold Case2015
Im Jahr 2015 wurden die Fälle als Cold Case sowohl in Münster als auch im heute zuständigen Lingen wieder neu aufgerollt. Spuren wurden neu sortiert, ausgewertet und überprüft und infolgedessen das Grab eines mittlerweile verstorbenen Verdächtigen geöffnet. Es ergab sich jedoch keine Übereinstimmung mit vorhandenen DNS-Spuren.

## Zusammenhänge mit anderen Mordserien
Nach dem abrupten Abreißen der Mordserie im Münsterland wurde versucht, diese mit anderen Mordserien in Zusammenhang zu bringen.

### Rhein-Neckar-Morde
Im Jahre 1975 begann eine Serie von ebenfalls bis heute ungeklärten Frauenmorden im Rhein-Neckar-Gebiet (auch bekannt als „Heidelberg-Morde“). Gemeinsam hatten sie mit den Münsterlandmorden, dass die Opfer alle jung und hauptsächlich Anhalterinnen waren. Auch hier wurden der oder die Täter nie gefunden. Es wurde gemutmaßt, dass der Mörder eventuell ein Student gewesen sein könnte, der von der Universität in Münster nach Heidelberg gewechselt war, oder ein stationierter Soldat, der verlegt worden war. Abweichend davon war aber auch, dass die Opfer alle blond waren, sichtbare Spuren sexueller Gewalt an sich trugen und verschiedenartig zu Tode kamen, auch warf der Münsterlandmörder seine Opfer nie in Gewässer.

### Cuxhaven-Bremen-Morde
Von 1977 bis 1979 begann eine weitere Mordserie in Cuxhaven („Disco-Morde“), die sich in den 1980er in Bremen fortsetzte („Todesdreieck von Bremen“). Es wurde ebenfalls erfolglos versucht, einen Zusammenhang mit vorherigen Mordserien herzustellen. Einige der Fälle konnten später anderen Mördern wie Egidius Schiffer zugeordnet werden.

### Göhrde-Morde
Schließlich wurde noch versucht, einen Zusammenhang mit den Göhrde-Morden und dem als mutmaßlichen Serienmörder identifizierten Kurt-Werner Wichmann herzustellen, ebenfalls ohne Erfolg.

## Rezeption in den Medien
Die Münsterlandmorde verursachten in den 1970er Jahren ein für damalige Verhältnisse großes Presseecho in Printmedien und TV; so wurden die Fälle in der Fernsehsendung Aktenzeichen XY... ungelöst in den Sendungen vom 11. April 1975 und vom 9. Mai 1975 vorgestellt. Danach ebbte das überregionale Interesse ab. Regional geriet die Mordserie aber nie in Vergessenheit und flammte immer wieder in Beiträgen in Presse, Radio oder TV auf, meist um eine Verbindung zu anderen spektakulären Mordserien herzustellen. Seit der Wiederaufnahme der Fälle 2015 als Cold Case wurde die Mordserie wieder verstärkt in regionalen und überregionalen Medien rezipiert. Ebenfalls 2018 verarbeitete die Krimiautorin Birgit Hedemann das Thema in der Kurzgeschichte Münsterlandmörder als Teil einer Kurzgeschichtensammlung.
2020 verfilmte der Regisseur Detlef Muckel die Mordserie als Kinodokumentation unter dem Titel Akte 916 – Der Münsterlandmörder.